# 逸然性融
逸然性融（1601年8月28日—1668年8月21日），俗姓李，字逸然，法名性融，號浪雲庵王、烟霞比丘、煙霞道人，浙江省杭州府銭塘縣人，明朝末年東渡日本的中國畫僧。

## 生平

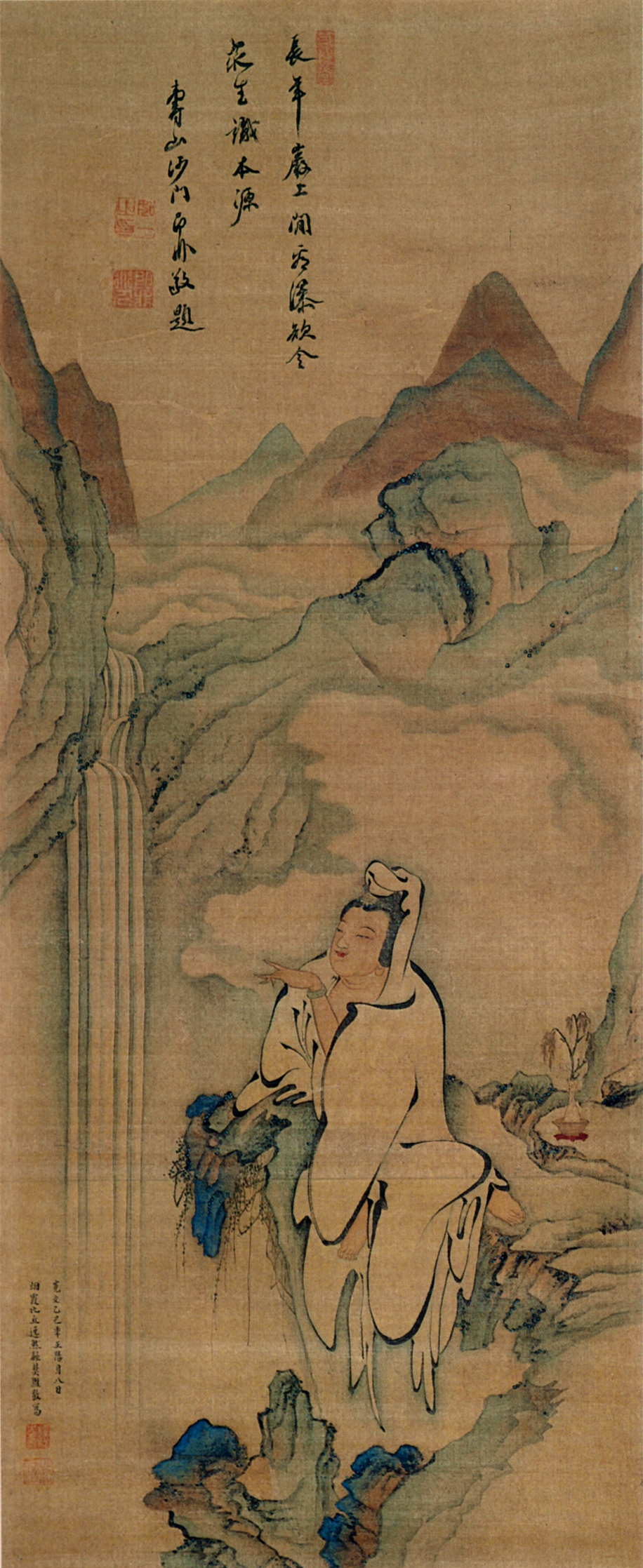
逸然性融畫作《白衣観音観瀑図》

出生於大明浙江省杭州府銭塘縣。1641年，以商品買賣的目的來到日本。1644年，得到長崎興福寺的默子如定許可後，得以進入空門。翌年，黙子隱退，逸然性融繼承第3代住持的法座。1652年，在無心性覚的懇願下，把隱元隆琦招請。結果，經歷4次的招請状的往還，1654年7月，隠元終於來到日本。隠元東渡之後，逸然也把興福寺住持之位讓給隱元，逸然自己則到監寺。翌年、隠元移轉到摂津國的普門寺，逸然又復歸住持之位。1656年，讓位給澄一道亮，在幻寄山東盧庵隱退。1657年，開始發行『隱元語錄』與『五灯嚴統』（費隠通容撰）。1667年7月，在興福寺圓寂，享年68。墓所在興福寺後山。
門下弟子有澄一道亮、河村若芝、渡邊秀石。

## 作品
- 「巌上観音菩薩像」長崎歴史文化博物館
- 「白衣観世音菩薩観瀑図」1665年　同上
- 「普賢・文殊菩薩像双幅」同上
- 「芦葉達磨図」同上
- 「布袋図」同上
- 「布袋図」1664年　神戸市立博物館
- 「釈迦・普賢・文殊像」崇福寺

## 出處
- 阿野露団『長崎の肖像 長崎派の美術家列伝』1995年 形文社

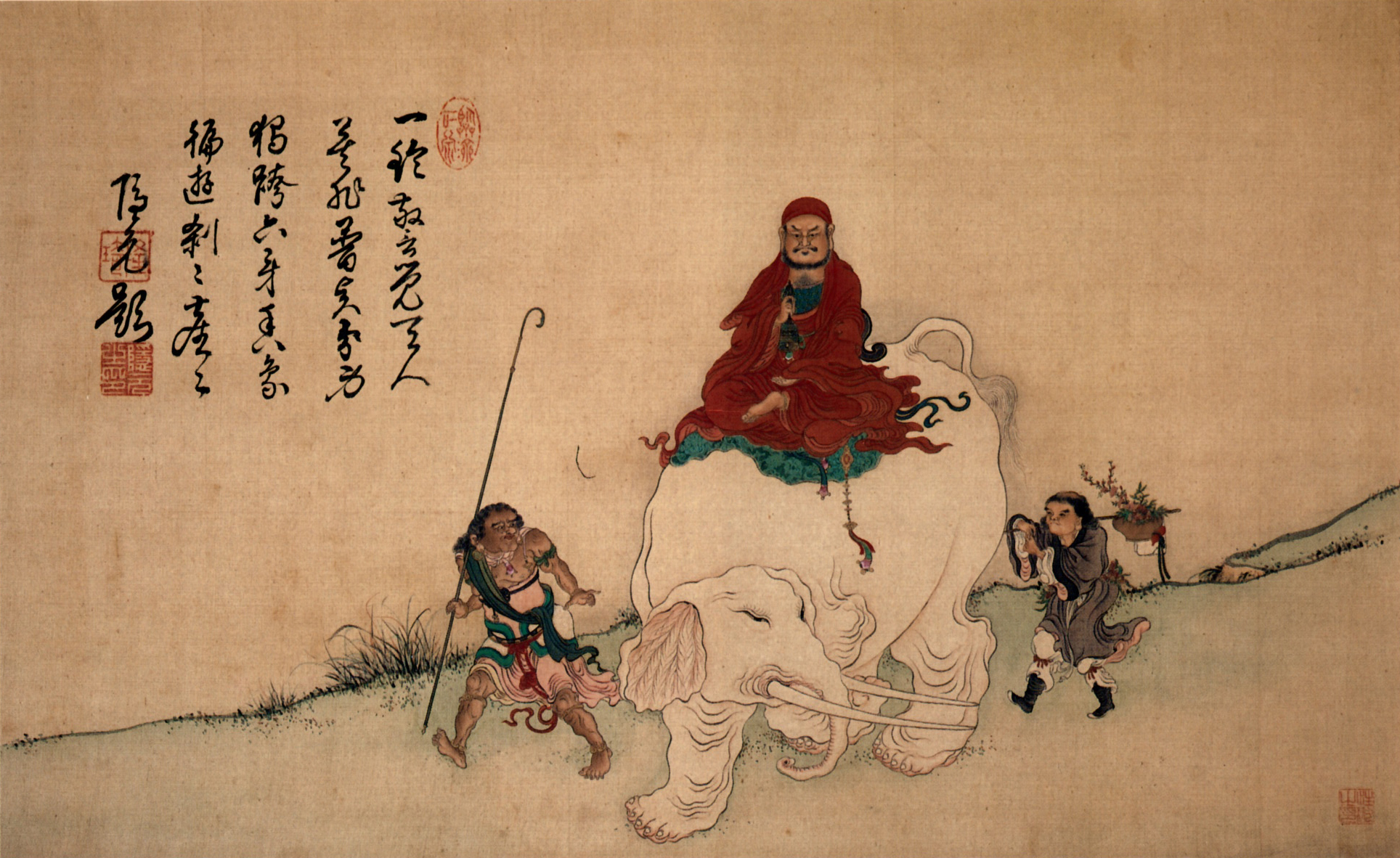
逸然性融作品《達磨騎象図》

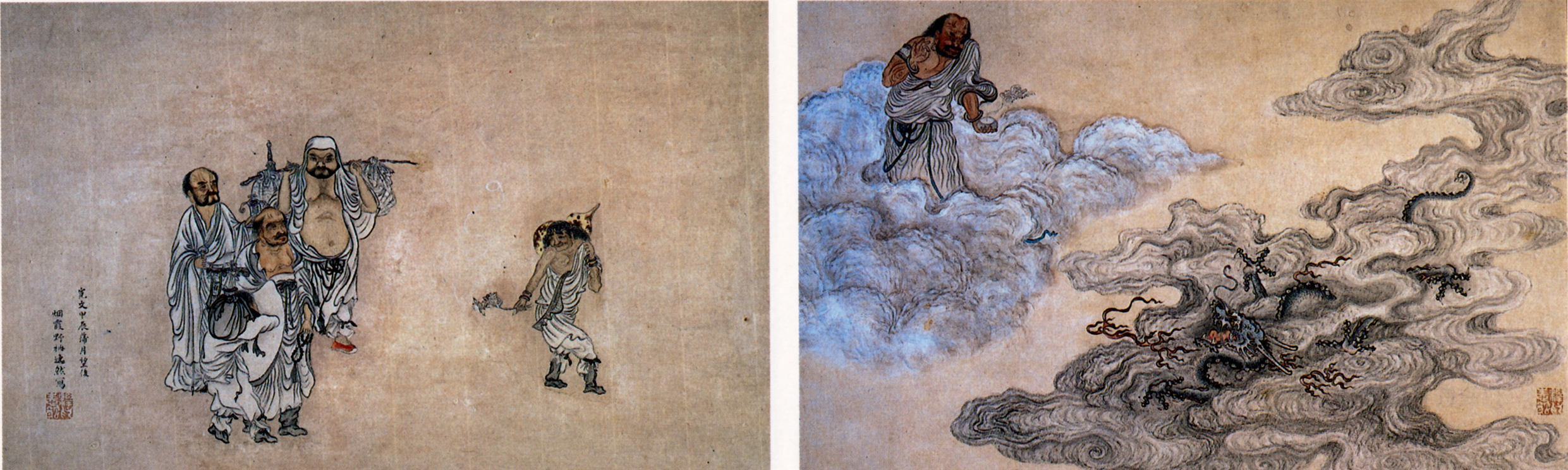
逸然性融作品《羅漢遊戯図》